# ハシュバータル・ツァガンバータル

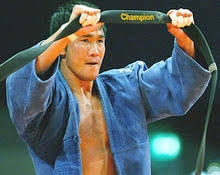
2009年世界選手権にてチャンピオンとなったときの写真

ハシュバータル・ツァガンバータル（Khashbaataryn Tsagaanbaatar (モンゴル語: Хашбаатарын Цагаанбаатар）、1984年3月19日 - ）はモンゴルのオブス県出身の柔道家。階級は66kg級。身長171cm。4段。
モンゴル人に名字(家族名,family name)はなく、「ハシュバータリン・ツァガンバータル」は「ハシュバータルの(子)ツァガンバータル」の意（→モンゴル人の名前)。

## 人物
柔道は11歳の時に始めた。アテネオリンピックでは柔道60kg以下級に出場、日本の野村忠宏に敗れたが銅メダルを獲得した。それはアテネにおいてモンゴル唯一のメダルとなった。2006年アジア競技大会では金メダルを獲得した。2007年のニューヨーク・オープンでは66kg以下級に出場、肩車で金メダルを獲得した。2008年の北京オリンピックでは初戦で敗れた。2009年世界選手権では66kg級を制して、柔道でモンゴル初の世界チャンピオンとなった。その後、階級を73kg級に上げた。2015年の世界選手権には66kg級に出場するが2回戦で敗れた。その後現役引退を表明した。
模範となるべき柔道家として井上康生の名を挙げている。
一方で、2005年と2009年にはサンボの世界選手権68kg級でも優勝している。ロンドンオリンピックでは2回戦で敗れた。
妻は北京オリンピック銀メダリストのオトリャード・グンデグマー選手である。

## 主な戦績
60kg級での戦績
- 2003年 - ユニバーシアード　3位
- 2003年 - アジア選手権　優勝
- 2003年 - アジアジュニア　3位(66kg級)
- 2004年 - アジア選手権　3位
- 2004年 - アテネオリンピック　3位
- 2005年 - アジア選手権　優勝

66kg級での戦績
- 2006年 - 嘉納杯　3位
- 2006年 - 東アジア選手権　優勝
- 2006年 - 韓国国際　優勝
- 2006年 - アジア大会　優勝
- 2006年 - 世界学生　優勝
- 2007年 - ドイツ国際　3位
- 2007年 -  アジア選手権　2位
- 2007年 - 世界選手権　5位(60kg級)
- 2008年 - フランス国際　5位
- 2008年 -  アジア選手権　2位
- 2008年 - ロシア国際　3位
- 2008年 - 韓国国際　2位(73kg級)
- 2008年 - 嘉納杯　5位
- 2009年 - グランドスラム・モスクワ　優勝
- 2009年 - グランドスラム・リオデジャネイロ　2位
- 2009年 - 世界選手権　優勝
- 2009年 - ワールドカップ・ウランバートル　優勝
- 2009年 - グランドスラム・東京　5位
- 2010年 - ワールドマスターズ　5位
- 2010年 - グランドスラム・パリ　3位
- 2010年 - グランプリ・デュッセルドルフ　優勝
- 2010年 - グランドスラム・リオデジャネイロ　5位
- 2010年 - ワールドカップ・サンパウロ　優勝
- 2010年 - グランドスラム・モスクワ　5位
- 2010年 - ワールドカップ・ウランバートル　優勝
- 2010年 - 世界選手権　3位
- 2010年 - グランドスラム・東京　3位
- 2011年 - ワールドマスターズ　優勝
- 2011年 - グランドスラム・パリ　5位
- 2011年 -  アジア選手権　2位
- 2011年 - グランドスラム・モスクワ　5位
- 2011年 - グランドスラム・リオデジャネイロ　5位
- 2011年 - ワールドカップ・サンパウロ　2位
- 2011年 - ワールドカップ・マイアミ　優勝
- 2011年 - ワールドカップ・ウランバートル　優勝
- 2011年 - グランプリ・アムステルダム　3位
- 2011年 - ワールドカップ・チェジュ　2位(73kg級)
- 2011年 - グランドスラム・東京　3位
- 2012年 - ワールドマスターズ　2位
- 2012年 - グランドスラム・パリ　3位
- 2012年 - グランプリ・デュッセルドルフ　2位

73kg級での戦績
- 2012年 - グランドスラム・東京　3位
- 2012年 - ワールドカップ・チェジュ　3位(81kg級)
- 2013年 - グランドスラム・パリ　優勝
- 2013年 - ワールドマスターズ　3位
- 2013年 - グランプリ・ウランバートル　2位
- 2013年 - グランドスラム・モスクワ　5位
- 2013年 - グランプリ・アルマトイ　3位
- 2013年 - グランプリ・タシュケント　3位
- 2013年 - グランドスラム・東京　5位
- 2014年 - グランドスラム・バクー　5位
- 2014年 - グランプリ・ブダペスト　3位
- 2014年 - グランプリ・ウランバートル　2位